# Капустин, Савелий Илларионович
Савелий Илларионович Капустин (1743—1820) — один из видных деятелей и идеолог духоборского верования. Сын лидера духоборов Иллариона Побирохина, однако некоторые исследователи утверждают, что слово «сын» употреблялось иносказательно, как «духовный сын».

## Биография
Савелий Капустин родился в 1743 году в Тамбовской губернии. В 1763 году он был отдан на военную службу, дослужившись до чина унтер-офицера, возможно капрала. Там он, якобы, сошёлся с посвящёнными дворянами, которые заставили его сомневаться в религии.

Капустин был высокого роста, мужественного сложения; его осанка была величественна, походка и взгляд внушали невольное уважение; брюнет; бороду и усы брил по военному. При красивой наружности и его душевные способности были в высокой степени замечательны. Его необыкновенный ум, красноречие, замечательная память, так что он, знал наизусть всю Библию и помнил все, что бы и где бы ни прочел, и наконец увлекательность речи, постоянно переходившая в особенную вдохновенность и могучее воодушевление, — все это побеждало всякого, кто только видел и слышал его

С 1770 года Капустин начал свою деятельность в духоборческом движении. Он регулярно бывал в разных сёлах Калужской и Тамбовских губерниях. С 1790 года, после кончины своего отца, Иллариона Побирохина, Капустин стал лидером духоборов. В то же году он сочетался браком с дочерью видного духобора, Никифора Калмыкова. Через несколько лет он был отправлен в тюрьму, но вскоре освобождён и отправлен в ссылку в Кызыл-Яр.
В 1805 году Капустин переехал на реку Молочную, где уже были поселения духоборов, там он основал отдельное село Терпенье. Уже через года число сёл духоборов на Молочной увеличилось с двух до девяти. Однако Терпенье оставалось духовным центром духоборческого бытия. Там же стоял «Сиротский дом», представлявший собой комплекс зданий религиозного, воспитательного и иных предназначений; там же был духоборческий суд — «Мука и рай». Всё вместе духоборы называли Сионом. Ещё он систематизировал верования духоборов в труде «Вопросы и ответы», объединив их с учениями квакеров и текстами Джона Баньяна. Другим нововведением Савелия стал отказ от частной собственности — всё что имели духоборы, принадлежало общине и делилось поровну: «В хозяйственном отношении Капустин ввел между ними общность имущества. Поля обделывали сообща, а жатву делили поровну. Устроены, однакож, были и запасные магазины хлеба на случай голода. С успехом введены также многие отрасли промышленности, между прочим — производство поясов и красивых шерстяных шапок». Капустин, как и его отец, объявил себя Христом; он также говорил, что душа сына Бога одномоментно бывает лишь в одном человеке, а после его смерти переходит другому. По мнению исследователей, Капустин, имея полноту власти, пользовался ей в своих интересах, в частности, продал весь скот духоборов и большую часть вырученных денег присвоил себе. Многими исследователями утверждается, что Капустин преследовал, вплоть до убийства, инакомыслящих в общине, в частности, из 4000 человек бесследно исчезли 400.
В 1816 году Капустин был арестован за пропаганду духоборства. Тогда он написал письмо царю Александру I с просьбой о своём освобождении. В 1818 году российский Император посетил Терпенье и после этого издал указ, в котором говорилось: «… не о новом переселении сих людей помышлять надлежит, но об ограждении их самих от излишних притязаний за разные мысли их в деле спасения и совести». В 1820 году Капустин скончался. Новым лидером духоборов стал Василий Калмыков. Любопытно, что сами духоборы объявили властям о смерти Капустина 7 ноября 1817 года, несмотря на то, что Савелий к тому моменту был ещё жив; вероятно имел место страх о повторном аресте.